# Airsoft
El airsoft es una actividad física, lúdica y recreativa, basada en el cumplimiento de objetivos a través de estrategias para así descontar jugadores del equipo contrario o cumplir con un límite de tiempo requerido. Se practica principalmente en dos tipos de escenarios: en campos abiertos para jugar largas distancias, o dentro de edificios para jugar cortas distancias, tales como naves abandonadas o recintos para jugar C.Q.B. o Close Quarters Battle, los cuales están preparados especialmente para practicar este tipo de deporte, evitando así que sea accesible para animales o personas ajenas al juego, las cuales pueden salir heridas sin intención.
Se utilizan réplicas o armas lúdico deportivas (según el país donde se practique es el nombre que lleva).
Las réplicas que se utilizan más comúnmente en la mayoría de los campos son las AEG (Airsoft Electric Gun), a gas (principalmente siendo usado para pistolas), o a resorte (principalmente usado en rifles de francotirador). Dichas réplicas disparan balines esféricos plásticos de seis milímetros de diámetro, denominados BB (ball bullet en inglés). Dichos proyectiles pueden tener distintos pesos, yendo desde 0,12 gramos, hasta 0,69 gramos. 
Dependiendo de las distancias de juego, se podrán utilizar uno u otro tipo de marcadora/réplicas, dependiendo de la potencia de las mismas (medida en julios o F.P.S. - Feet Per Second). Para saber la potencia de cada marcadora, se utilizan cronógrafos, que indican la velocidad del BB al salir de la marcadora y la cadencia de la misma. En función de los F.P.S. de la velocidad que marquen los proyectiles al salir del cañón, se consideran (de menor a mayor potencia): pistolas, escopetas y subfusiles, fusiles de asalto, ametralladoras ligeras, de apoyo y rifles de precisión (DMR) o francotirador (sniper).
Los escenarios y el equipamiento son similares a los que se podrían encontrar en un combate real: los campos de juego suelen tener muros, búnkeres, trincheras, torres, edificios y otros elementos para aumentar el realismo, así como todo tipo de vehículos: buggies, coches, quads, motos, etc. 
Existen diferentes modalidades de juego, las más conocidas son: partidas domingueras (4h de duración aproximada), milsim (partidas de más de un día de duración que llevan el airsoft a su máximo realismo) o speedsoft (partidas de 5vs5 competitivas y muy CQB).
Las municiones son casi inofensivas, pero es obligatorio que todos los participantes y las personas que estén situadas dentro del área de juego lleven gafas de protección homologadas y protección facial/bucal (este último opcional) para evitar lesiones oculares y dentales, puesto que son las zonas del cuerpo más vulnerables. Si se respetan las normas (ver reglamento General Airsoft), la probabilidad de sufrir un accidente es mínima. Antes de cada partida, los jugadores están obligados a pasar sus marcadoras por el cronógrafo para comprobar su potencia.

## Historia

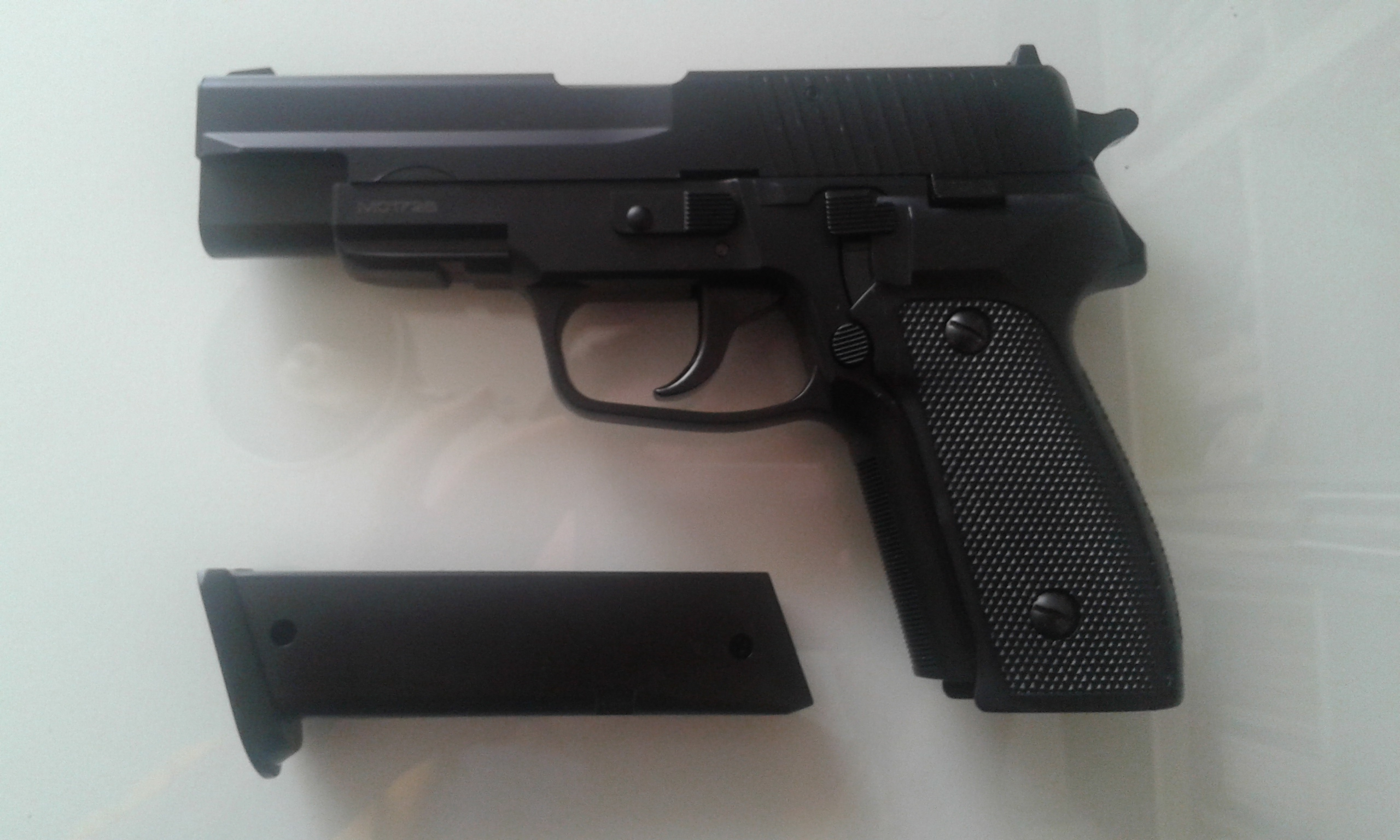
Una réplica de airsoft con mecanismo de muelle.

El airsoft surge en Japón en 1970, a causa de las estrictas leyes sobre la tenencia y uso civil de armas de fuego —estuvieron prohibidas durante la ocupación de Japón—. Las imitaciones de armas reales (escala 1:1) empezaron a tener una gran acogida entre quienes querían disparar y coleccionar armas sin quebrantar la ley, como también entre aquellos con el interés de simular situaciones de confrontación armada con fines recreativos. Más adelante, en los años 1980, este deporte empezó a generalizarse, ganando prestigio en países como los EE. UU.
Las primeras ALD o marcadoras de airsoft eran de resorte, siendo recargadas de forma manual en cada disparo. A mediados de los años 1980 hacen su aparición las accionadas por gas, que permitían disparos semiautomáticos, conjuntamente con dispositivos para dar estabilidad a las municiones, como fue el caso de los cañones LRB (Long Range Barrel, cañón de largo alcance) de interior escalonado. A inicios de los años 1990 empiezan a generalizarse las marcadoras eléctricas, desarrolladas por la empresa japonesa Tokyo Marui, junto con un nuevo dispositivo que permitía una mayor distancia del vuelo de las municiones y que es conocido como hop-up.
Por otro lado, es difundida la creencia de que las marcadoras de airsoft datan del año 1950 con la aparición de una pistola de juguete llamada Shootin' Shell, fabricada por Mattel o que el Ejército de los Estados Unidos ya había concebido este tipo de ideas tras la Segunda Guerra Mundial, aunque esto no está claro.

## Modos de juego

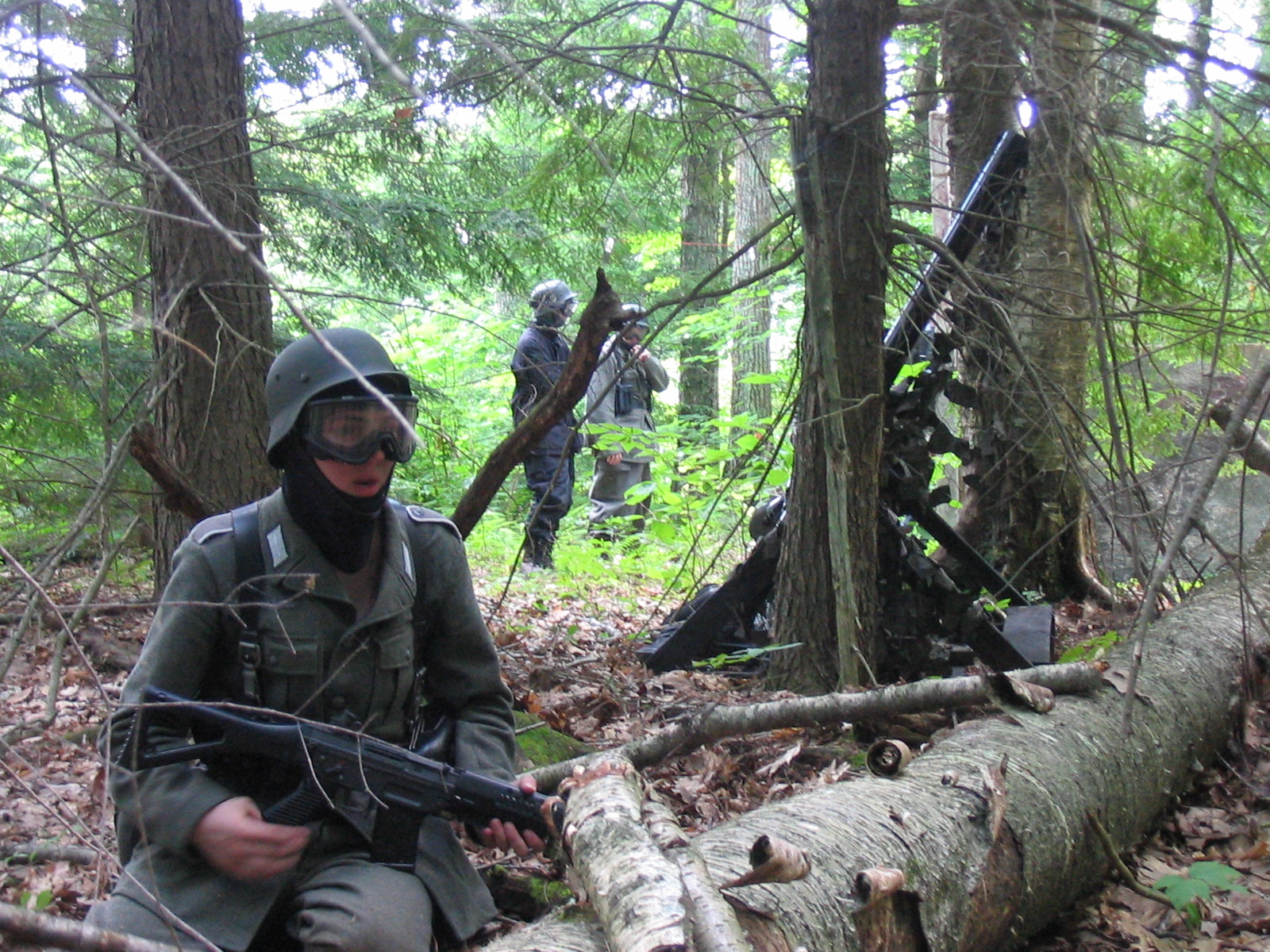
Jugadores en la modalidad de airsoft histórico

Existen numerosos tipos de partidas de airsoft pero casi todas las escaramuzas se pueden tipificar en alguno de los tres siguientes grupos:
Equipo contra equipo
Siendo el tipo más común de partida, los jugadores se dividen en dos o más equipos enfrentados distinguibles por uniformes o brazaletes mientras tratan de cumplir el objetivo principal. Ejemplos de estas partidas serían «capturar la bandera» o «defender la base».
MilSim o simulación militar
Siendo la modalidad más dura, el estilo MilSim busca una experiencia de juego más realista y exigente físicamente. Los jugadores utilizan estrategias y tácticas reales, acompañados muchas veces de material militar original. Las partidas suelen contar con un guion más elaborado y objetivos más complicados que una partida estándar.
TacSim o simulación táctica
Se caracterizan por guiones concretos y generalmente inconexos. Un claro ejemplo de TacSim son las escaramuzas SWAT de rescate de rehenes.
Airsoft histórico o Airsoft Reenactment
El airsoft histórico es un tipo de partida en la que los participantes se uniforman igual que las unidades militares históricas, y que se basan en conflictos bélicos reales ocurridos tiempo atrás. El periodo más popular para jugar airsoft histórico es la Segunda Guerra Mundial, pero también hay partidas ambientadas en la guerra de Vietnam, y el Lejano Oeste. En este tipo de eventos, el airsoft se cruza con la recreación histórica.
SPEEDSOFT
Dentro de las múltiples modalidades también creció el SPEEDSOFT una modalidad en la que la forma de jugar es más ligera buscando una mayor rapidez de ejecución y siendo menos táctico, un modo de juego del speedsoft puro es el speedqb en el que 5vs5 se enfrentan en una zona de cqb con unas normas especiales por la dominación de un pañuelo, este modo coge fuerza en Estados Unidos con equipos como SYG, LEGACY, en Inglaterra con equipos como SCA y en España como SPEED RUNNERS de Tenerife o los Yakuza speedsoft de Gran Canaria, Cqbros airsoft en Madrid o Speedzone en Valencia.

## Tipos de partidas
- Partida Hi-Cap: Es una partida en la cual se forman generalmente dos bandos (conformados por todos los equipos participantes) en la cual se disputa algún objetivo en común que suele ser anteriormente guionado en común acuerdo por los organizadores o los equipos participantes. Estos Objetivos tienen una cierta cantidad de puntaje. El bando que logre cumplir la mayor cantidad de objetivos es el ganador. La duración de estas partidas no son mayores a 4hs de juego, la munición es ilimitada.
- Partida Mid-Cap: Es una partida en la cual se juega con munición limitada. Se forman generalmente dos bandos (conformados por todos los equipos participantes) en la cual se disputa algún objetivo en común que suele ser anteriormente guionado en común acuerdo por los organizadores o los equipos participantes. Estos Objetivos tienen una cierta cantidad de puntaje. El bando que logre cumplir la mayor cantidad de objetivos es el ganador. La duración de estas partidas no son mayores a 4hs de juego.
- Fantasía: En este tipo de partidas se suele incorporar la ficción, por lo general se combate contra monstruos, zombis, vikingos o cualquier tipo de criatura épica o mítica.  Se forman generalmente dos bandos (conformados por todos los equipos participantes) en la cual se disputa algún objetivo en común que suele ser anteriormente guionado en común acuerdo por los organizadores o los equipos participantes. Estos Objetivos tienen una cierta cantidad de puntaje. El bando que logre cumplir la mayor cantidad de objetivos es el ganador. La duración de estas partidas no son mayores a 4hs de juego.
- Big Game: Como bien indica su nombre en inglés GRAN JUEGO, este tipo de partidas tienen gran convocatoria, estamos hablando de más de 100 jugadores hasta superar los 500. Sus misiones suelen ser mucho más elaboradas que en las partidas normales, conteniendo utilería elaborada específicamente para dicha partida. No es de sorprenderse encontrar vehículos de tipo militar y/o recreacionistas ambientando la partida. La duración de estas partidas suelen de dos días o más.
- EXTREMO: Con nutrido contenido táctico y estratégico, requiere de un alto nivel físico y psicológico, donde el objetivo principal además de las misiones asignadas, es analizar la partida de 20 horas mínimo, pudiendo llegar a 48 o más. Sorteando ríos, cañadas, selva, bosque, llanura, estepa, desierto, sierras e inclusive montaña y cualquier geografía donde se desarrolle la partida, soportando temperaturas extremas y atravesando grandes extensiones de terreno.
- MILSIM: Como su nombre lo indica, se trata de una simulación militar (MILitary SIMulation) lo más realista posible. Para alcanzar este nivel de realismo se suman los factores propios de la organización de la partida, como de un estado mental de inmersión por parte de los participantes. En este último aspecto se asemeja a los juegos de Rol, en donde los participantes, más allá de sus capacidades físicas e intelectuales, deben poner la mayor voluntad propia para interpretar los papeles que les fueran asignados. Se trata de sumergir al participante en simulaciones de combate que lo exijan y desgasten como en una situación real. Los factores a vencer, no son solamente el equipo oponente, sino también y principalmente, el cansancio, físico y mental, como así también las inclemencias del tiempo, y lo escabroso del terreno en muchos casos. Según las características y complejidad de la simulación existen distintos tipos de MILSIM, Nivel I, Nivel II, Nivel III y EXTREMO.
- CQB: El combate en espacios cerrados, más conocido por los nombres en inglés Close Quarters Combat (CQC) o Close Quarters Battle (CQB), es un tipo de partida en el que pequeñas unidades se enfrentan al bando enemigo a muy poca distancia. En el escenario CQB típico, los atacantes intentan el asalto hacia una estructura controlada por los defensores, quienes normalmente no tienen una forma fácil de retirarse. Debido a que enemigos, rehenes/civiles, y los propios compañeros de operación pueden estar estrechamente entremezclados, el CQB requiere un asalto rápido y una aplicación precisa. Los jugadores necesitan tener gran habilidad, también tomar decisiones en fracciones de segundo a fin de evitar o limitar las bajas amigas. El CQB se define como un conflicto de corta duración y de alta intensidad.
- Tiro Práctico Airsoft (TPA): El Tiro Práctico Airsoft (TPA) es una disciplina de tiro deportivo con pistolas y rifles de Airosft. Acorde con los fundamentos de esta disciplina el TPA consiste en medir la capacidad del deportista en realizar disparos rápidos y precisos. Contrariamente a muchos deportes, el TPA es esencialmente dinámico y diverso; es decir que, a excepción de las estrictas normas de seguridad, no existe limitación a la creatividad en cuanto al diseño y desarrollo de pistas o etapas (Stages). Por otro lado el TPA es de estilo libre en consecuencia las pistas pueden ser resueltas con la mayor libertad y como el jugador estime más conveniente.
- Speedsoft: Centrado en el trabajo en equipo de alta velocidad. Speedsoft renuncia a limitaciones tradicionales con un enfoque en la creatividad. Las distancias mínimas aquí son nulas ya que se presenta un modo de juego en la categoría más bajo de medición de potencia (R1).

Las siguientes partidas se pueden realizar tanto en CQB, que son campos de batalla más bien cerrados, como edificios y similares, como en campo abierto:
- Last man standing: también una de las modalidades más clásicas, se juega por equipos o también es considerado una variante del deathmatch en la cual gana el último jugador que quede «vivo» en el campo de juego.

- Deathmatch: clásico juego todos contra todos. Se consiguen puntos por cada jugador eliminado, y termina cuando ya no queda nadie en pie. Gana el jugador que haya conseguido más puntos.

- Dominación: es el tipo de partida donde se impone límite de tiempo. Al final del tiempo gana el equipo que tenga más puntos, haya eliminado a más jugadores, o haya cumplido más objetivos.

- Operaciones: se diseña un guion, dependiendo la complejidad de su creador y de la historia que relate, donde se describen las acciones a realizar por parte de los equipos, los tipos de escenario donde se llevarán a cabo, objetivos a cumplir por los equipos contendientes, restricciones (en caso de que la hubiere para hacer más real el juego), personajes, e identidades de equipos y personajes. Un ejemplo de operación muy básico y jugado es el del asalto a la embajada, donde hay un equipo que hace de SWAT, el otro juega como asaltante, y hay diferentes personajes, como el embajador, negociador de rehenes, etc, que determinan el desarrollo del juego dependiendo de las decisiones que tomen durante la partida. También existe el común juego de escaramuza, que consiste en realizar el juego de guerra organizando dos o más grupos de diversas personas que conjuntamente cada grupo posee el equipo táctico de asalto, los francotiradores, el grupo de apoyo, menos comúnmente los tiradores selectos.

- Captura la bandera: se realizan varios equipos que compiten entre ellos y se establece una base para cada uno de ellos, donde se encontrará una bandera en cada una de ellas. El objetivo de cada equipo es ir a tomar las banderas de los equipos rivales y llevarlas a la base aliada. La partida finaliza si se elimina a todos los jugadores de los equipos rivales o se llevan todas las banderas al área aliada.

## Tácticas habituales
Una misma partida de airsoft puede desarrollarse de infinidad de maneras diferentes en función de las tácticas de equipo.
Generalmente el comportamiento de los jugadores no es aleatorio, y es frecuente una jerarquización que, por un lado facilita la toma de decisiones y la organización en el campo de juego, y por otro simula las jerarquizaciones militares reales y ayuda a contextualizar más el juego de guerra.
Las estrategias son innumerables, y pueden abarcar desde un avance agresivo y su rápida toma de posiciones hasta elaboradas emboscadas donde cada jugador ejerce un papel particular para conseguir el éxito. Observadores, francotiradores, fusileros, apoyos, minas, trampas o granadas son algunos de los innumerables elementos que dan forma al desarrollo de cada partida.

## Sistema de honor
La base principal del juego es la honradez. Es el propio jugador quien reconoce voluntaria y espontáneamente haber recibido un impacto. Esto aporta confianza al resto de jugadores ya que no hay manera de comprobar si alguien ha recibido un impacto, debido a que los proyectiles no dejan mancha o huella. El jugador grita una palabra acordada —por ejemplo: «eliminado», «muerto», «baja», «hit», etc.— dando a conocer a los demás que ha sido eliminado, retirándose a continuación del terreno de juego levantando la mano o dando alguna seña de que ya no juega. También se usa un pañuelo rojo puesto sobre la cabeza para señalar a distancias largas que ese jugador quedó fuera del juego. Los jugadores peor vistos en esta comunidad son los «inmortales», por razones evidentes, y los «infalibles», ya que siempre aseguran haber impactado contra el enemigo, sea o no cierto.
No obstante, en Japón y en Italia se han desarrollado chalecos y cascos con dispositivos electrónicos los cuales al ser impactados por las bbs emiten una señal que indica la eliminación del jugador, llegando incluso a desactivar la marcadora de airsoft. Por el momento estos accesorios no han sido muy difundidos por los distribuidores y tiendas locales debido a su elevado coste y las limitaciones de uso que conlleva. El uso de estos chalecos, elimina el principio básico del juego que es el Honor.

## Reglas
Estas son las reglas para tener una buena partida de Airsoft:
1. Todo jugador asistente debe contar con gafas de protección que cumplan la homologación de resistencia a impactos —aguantar hasta 3 J de energía cinética. Además está terminantemente prohibido quitárselas durante el juego y dentro el terreno de juego.
2. El asistente a las partidas necesitará de una réplica de airsoft (ALD) para poder participar.
3. Tras recibir un número de impactos acordado (normalmente uno), el jugador gritará: «¡Eliminado!» , ¡Muerto! o ¡Baja! , siendo necesario levantar la mano; y aconsejable señalarlo con un pañuelo rojo colocado sobre la cabeza, en partidas nocturnas los jugadores suelen llevar linternas con luces rojas, para demostrar con mayor eficacia que fueron impactados. En algunas partidas, recibir un impacto en la marcadora la inhabilita para su uso, pudiendo continuar la partida utilizando una marcadora secundaria (si se tiene), en caso de no poseer una marcadora secundaria queda eliminado directamente.
4. El jugador ha de respetar las distancias mínimas de seguridad para contribuir a que la partida fluya libre de accidentes. No se debe disparar a menos de 5 metros por seguridad. Si dos jugadores se encuentran a menos de esta distancia, el jugador que apunte primero elimina al otro, si los dos se apuntan al mismo tiempo, los dos son eliminados. La distancia de seguridad varía según sea el tipo de marcadora, o lo que es lo mismo, la potencia de disparo de la misma. Es de diez metros para las marcadoras primarias —fusiles, subfusiles y escopetas—, de cinco metros para la secundaria —pistolas— y de quince, veinte o treinta metros o más para el resto de ALD —ametralladoras, fusiles de tirador selecto y fusiles de francotirador—.
  - Una situación especial es la eliminación por voz o «muerto». A distancias menores de cinco metros y después de apuntar al oponente se le grita «muerto» u otra palabra designada, no ejecutando disparó al sujeto para prevenir lesiones, pero sí al aire para demostrar que la marcadora dispara y está municionada. No se puede eliminar a más de dos jugadores simultáneamente por este método. Si la eliminación se realiza mediante simulación de arma blanca o con pistola silenciada a quemarropa, se le informa de la eliminación por contacto en una parte del cuerpo y en voz baja. Así no es revelada la posición del atacante. El eliminado esperará a que el atacante se marche para señalar su estado sin delatar su presencia, levantando entonces el brazo o poniéndose el pañuelo rojo sobre la cabeza. Este método es usado habitualmente en el rol de infiltración.
  - Otra forma de eliminación sin disparo se realiza en situaciones en que un único jugador se encuentre rodeado por elementos superiores en número. En ese caso, para evitar fuego cruzado y la posibilidad de lesiones, se grita «rodeado» y según las reglas de enfrentamiento o tipo de partida, será declarado eliminado, prisionero o rehén.
5. Se ha de tener siempre una visión clara de hacia donde se dispara. El disparo a ciegas o asomando solo la ALD —práctica conocida como «disparo a la libanesa»— suele conllevar la expulsión inmediata del campo de juego. Se recomienda no disparar a otros jugadores en la cabeza —el denominado headshot resulta impopular entre jugadores experimentados— y para ello es aconsejable dejar visible alguna otra parte del cuerpo en la que el jugador pueda ser impactado.
6. No se puede disparar desde o hacia las zonas de eliminados —también denominadas respawns— o las zonas seguras.

## Roles habituales en una partida de airsoft

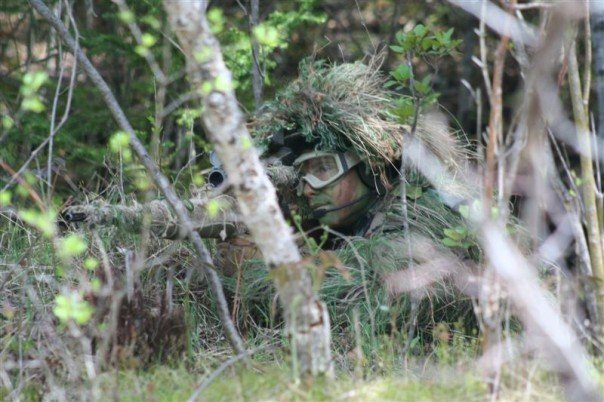
Jugador de airsoft en el rol de francotirador.

Dependiendo de la táctica utilizada en cada partida se saca más o menos provecho de cada clase:
- Fusilero: es la clase que va en la vanguardia del equipo. No está permitido por encima de 350 fps. Suelen ser hábiles a media y corta distancia y usan fusiles de asalto, escopetas y subfusiles hasta 330 fps, a veces acompañadas de marcadoras secundarias como pistolas (330 fps). Esta clase está compuesta, en general, por la mayoría de jugadores de airsoft.

- Médico (fusilero): Dependiendo del tipo de partida, se designan uno o más sanitarios y estos se adhieren a los grupos de asalto. Su cometido es «revivir» o «reanimar» a un compañero de equipo eliminado, mediante la colocación de una venda, brida, etc, dependiendo del sistema acordado. Suelen portar el mismo tipo de ALD que la clase de asalto.

- Tirador Designado o Selecto (TD): estos jugadores se sirven de fusiles de francotirador semiautomáticos o DMR —por ejemplo, se necesita un fusil largo que no supere los 450 fps y es obligatorio usar miras telescópicas u ópticas con algún aumento siempre que se dispare. Además su cadencia es reducida: no puede haber dos o más bolas en el aire a la vez. Su misión es dar apoyo en distancias medias-largas a los equipos de asalto que lo requieran, con gran precisión y tienen como marcadora secundaria una pistola para distancias cortas (0-20 m ya que no está permitido disparar a menos de 20 m).

- Apoyo: portan ametralladoras ligeras y trabajan en conjunto con los grupos de asalto, para dar apoyo y «mantener a raya» al equipo contrario a distancias medias-largas, utilizando grandes ráfagas de bolas gracias a la gran capacidad de los cargadores de estas marcadoras. El cometido de esta clase es parecida a la de los tiradores selectos, pero la diferencia es que los tiradores se sirven más de la precisión y disparos certeros y los de apoyo de ráfagas prolongadas, que obligan al equipo contrario a cubrirse.

- Francotirador o sniper: Estas unidades se mueven solas o acompañadas en un binomio donde uno es el que actúa como "observador" mientras el otro actúa como «tirador», siendo sus cometidos habituales el de exploración, infiltración o eliminación de blancos de importancia estratégica. Llevan fusiles de francotirador de cerrojo, de gran potencia de hasta 550 fps, y pistolas para corta distancia (porque no se les está permitido disparar a menos de 30 m con el sniper). Van muy bien camuflados utilizando trajes miméticos o ghillies y se suelen posicionar en lugares estratégicos.

- Ingeniero en explosivos (fusilero): Dependiendo del tipo de partida, se puede incluir este rol. Se trata del encargado de colocar minas de airsoft de diferentes tipos —ya sea de las que se activan por contacto o por control remoto—, de registrar su ubicación y de velar por estas durante el transcurso del juego. Suele llevar una ALD de fusilero, preferentemente subfusil y pistola.

- Jefe de equipo (fusilero): Encargados de dar órdenes a su equipo, los jefes de equipo transmiten las estrategias y tácticas a utilizar al resto de jugadores. Suelen desempeñar el rol de asalto.

Dependiendo de la táctica utilizada en cada partida se saca más o menos provecho de cada rol. En muchos campos de juego se recomienda llevar una ALD (marcadora) de acuerdo al rol que se va desempeñar, lo que implica una potencia establecida con un modelo de ALD determinado, no permitiéndose adaptar ALDs de subfusiles, pistolas e incluso fusiles de asalto para roles de francotirador, tirador designado y apoyo —que es una práctica frecuente en jugadores novatos—.

## Homólogos reales de las armas en los roles de una partida de airsoft
Según la FEA se recomienda la relación del rol desempeñado en una partida de airsoft con la marcadora o A.L.D. respectiva de ese rol, siguiendo el criterio del homólogo real. En relación con esto último, se toma en cuenta la función para la cual fue creada un arma en la realidad, aplicándose luego a los modelos de marcadoras de airsoft que hay en el mercado. Así por ejemplo, un fusil M4 fue creado para cumplir la función de fusil de asalto, pese a que se le puede acoplar un tambor y darle un uso como ametralladora ligera, saliéndose de su función. Hay que tener en cuenta que en la realidad, mantener el fuego calienta en exceso el cañón y atasca el arma.
| Rol desempeñado        | Modo de disparo             | Tipo de marcadora                                       | Ejemplo                                                    |
| ---------------------- | --------------------------- | ------------------------------------------------------- | ---------------------------------------------------------- |
| Fusilero               | Automático y semiautomático | marcadora de subfusil                                   | MP-5, Thompson M1A1, FN, P-90, Uzi, KRISS Vector           |
| Fusilero               | Automático y semiautomático | marcadora de fusil de asalto                            | M4, M16, AK-47, G36, FN Scar, IMI Galil, IMI Tavor, HK416. |
| Apoyo                  | Automático                  | marcadora de ametralladora ligera                       | RPK, Bar-1918, M249, M60                                   |
| Tirador designado      | Semiautomático              | marcadora de fusil de tirador designado (DMR)           | M14/M21, SR-25, SVD, Psg-1, HK417.                         |
| Francotirador o sniper | Cerrojo                     | marcadora de fusil de cerrojo de francotirador o sniper | L96, M24, M40, M700, SSG-24                                |

## Potencias de marcadoras de airsoft y medidas de seguridad
Según la FEA las potencias de las marcadoras varían según su uso, así como la distancia mínima de seguridad que estas deben tener para ser disparadas, estableciendo así las siguientes categorías:
| Tipo de marcadora                | Modo de disparo             | Velocidad (pies por segundo o FPS)* | Julios     | Distancia de seguridad (en metros) |
| -------------------------------- | --------------------------- | ----------------------------------- | ---------- | ---------------------------------- |
| Pistola                          | Semiautomático              | Hasta 300                           | Hasta 1    | 0 m                                |
| Escopeta                         | Bombeo o Semiautomático     | Hasta 350                           | Hasta 1,13 | 5 m                                |
| Subfusil                         | Automático y Semiautomático | Hasta 350                           | Hasta 1,13 | 5 m                                |
| Fusil De Asalto                  | Automático y Semiautomático | Hasta 350                           | Hasta 1,13 | 5 m                                |
| Ametralladora                    | Automático                  | Hasta 400                           | Hasta 1,48 | 15 m                               |
| Fusil De Tirador Designado (DMR) | Semiautomático              | Hasta 450                           | Hasta 1,87 | 20 m                               |
| Fusil de Francotirador           | Cerrojo                     | Hasta 550                           | Hasta 2,8  | 30 m                               |

- Medidas realizadas con bolas de 6 mm y 0,2 g de peso.

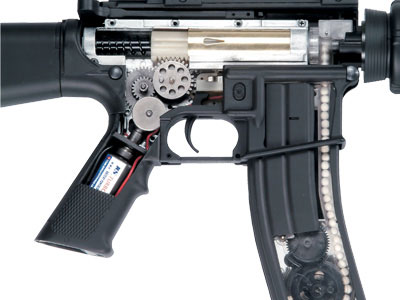
Gearbox o caja de engranajes con motor de una marcadora eléctrica (AEG)

## Armas (réplicas) de airsoft
Una de las características del airsoft es que se imita fielmente a las armas del mundo real. Por eso algunos de los fabricantes de airsoft adquieren licencias de las marcas registradas de los fabricantes de armas para la fabricación de las marcadoras. El nombre de «réplica» significa "objeto que por su apariencia física o características externas puede inducir a confusión sobre su auténtica naturaleza, aunque no pueda transformarse en un arma", mientras que un arma que es copia de otra original, reuniendo todas sus características, aptitudes y posibilidades de uso se denomina «reproducción» 
Las marcadoras usadas en el airsoft suelen tener la apariencia de armas de fuego reales, excepto porque están diseñadas para disparar proyectiles de 6 mm (y rara vez de 8 mm) de diámetro, fabricados con materiales biodegradables.
Las marcadoras de airsoft están clasificadas conforme a su principio de operación que puede ser: mediante muelle (spring), eléctrico (AEG), o mediante gas (GBB). Se eligen según el nivel de desempeño (duración de la batería, alcance, cadencia de disparo, precisión, fiabilidad, posibilidades de personalización, capacidad del cargador, tamaño, y peso) o el realismo requerido por el jugador. La mayoría de las de primera generación eran de muelle. Las de acción simple son casi siempre semiautomáticas y nunca automáticas. Las de segunda generación tienen mecanismos accionados por gas que requieren o un depósito de gas «Flon» (CFC) interno o una botella de CO2 a alta presión externa. Las eléctricas automáticas o AEG (del inglés Automatic Electric Guns) son ahora las más empleadas en el airsoft y tienen baterías recargables de alta capacidad que mueven los engranajes que desplazan el aire para propulsar las bolas.

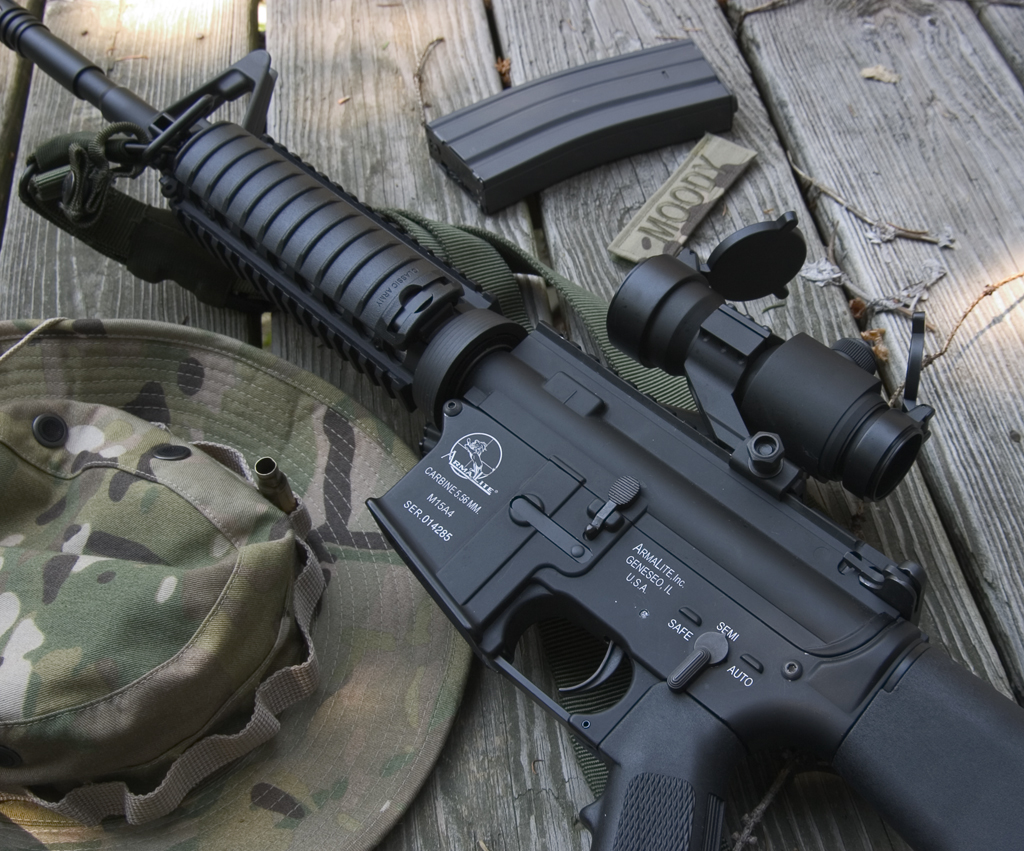
AEG M15A4 de la empresa Classic Army, réplica de una carabina M4.

Funcionamiento del mecanismo de disparo de una AEG.

No solo se utilizan pistolas, fusiles, subfusiles etc. También se usan granadas de mano que expulsan BB en varias direcciones accionadas por gas o resorte, granadas sónicas que estallan al reventar una carcasa de plástico mediante una carga de CO2, granadas que explotan al impacto utilizando un cartucho de fogueo de 9 mm, y granadas de humo. Se utilizan también lanzagranadas de 40 mm como el M203 que funcionan más como una escopeta que como un lanzagranadas puesto que las granadas que utilizan estas réplicas llevan una carga de bb´s que oscilan entre las 40 y las 160 las cuales son disparadas simultáneamente y propulsadas por gas.
Los fabricantes más conocidos son: AGM, APS, ARES, A&K, Both Elephant, Celcius Technology, Classic Army, CYMA, D-Boys, DeepFire, Double Eagle, Duel Code, Echó 1, Evolution Airsoft, Galaxy, G&G, G&P, HFC, ICS, Jing Gong, King Arms, KJ Works, KSC/KWA, KWC, LCT, MadBull Airsoft, Magpull, Marushin, Maruzen, ProAirsoft, Secutor, Snow Wolf, SRC, S-thunder, Swiss Arms, Systema Engineering, Taurus, TLSFX, Tokyo Marui, Vega Force Company, We, WEi-E Tech, Well, entre otros.
En las primeras marcadoras, las bolas tras salir disparadas del cañón caían por su propio peso siguiendo una parábola. Para aumentar el alcance se consiguió que la bola chocara al inicio del tubo con un obstáculo en la parte superior de manera que saliera rodando sobre sí misma y cogiendo flotabilidad por un efecto vertical, planeando y haciendo el vuelo más largo y con mucha menos parábola. Ese invento es el hop-up, que ajustándolo, logramos que el obstáculo que obliga a la bola a rotar sobre sí misma, sea mayor o menor en su camino. La mayoría de marcadoras en la actualidad poseen este sistema, lo que permite un funcionamiento mejorado. Sin embargo, hay otras alternativas como el R-hop, G-hop y Flat-hop, que requieren modificación del cañón interno de la marcadora.

## Proyectiles (BBs)

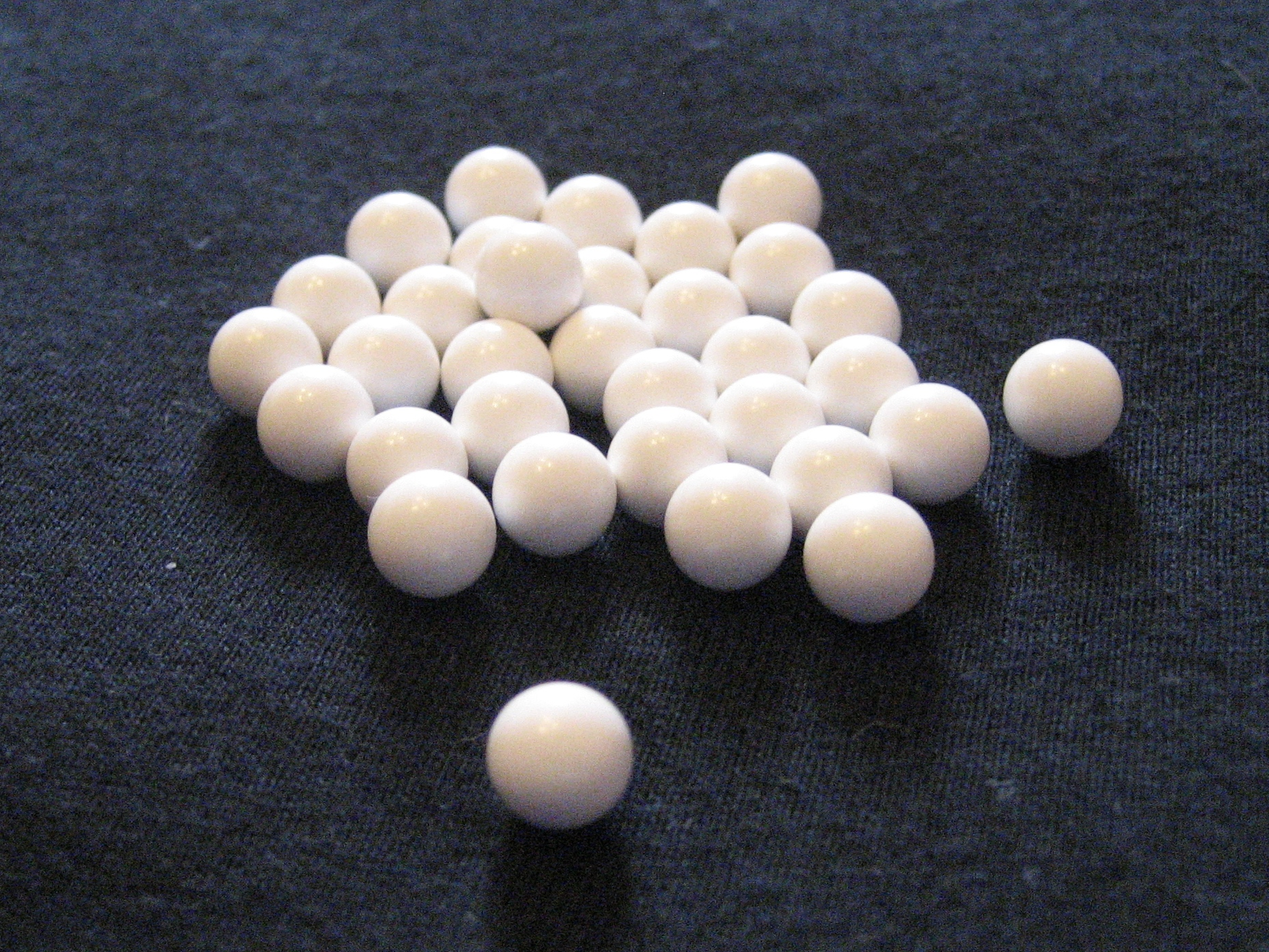
Bolas de pvc (plástico) para airsoft de 6 mm y 0,20 gramos.

La mayoría de las marcadoras de airsoft disparan bolas de plástico y/o materiales biodegradables (conocidas como BB) de 6mm de diámetro, que oscilan entre los 0,12 y los 0,43 gramos de peso, aunque los pesos más populares para las AEG están entre los 0,20 y 0,28 gramos. Los proyectiles más pesados (0,30-0,43 gramos) son usados normalmente para largo alcance y por francotiradores, ya que son más estables en vuelo y es más difícil que se desvíen por el viento, por tanto ofrecen más precisión.
También existen bolas de 8mm de diámetro, prácticamente inexistentes en los campos de España. Y hace un par de años se han anunciado bolas de 6,44mm de un peso de 0,58g (biodegradables) para su uso en exclusiva en rifles de francotirador de alto rendimiento, anunciadas por un youtuber muy famoso.
Para aumentar su alcance, la mayoría están equipadas con sistemas hop-up que causan que el nivel de vuelo de la bola sea más recto durante un periodo de tiempo mayor. El efecto hop-up causa el giro de la bola, lo que minimiza la caída e incrementa la distancia de vuelo, al aumentar su sustentación según el principio de Bernoulli. 
 Han aparecido, hace pocos años, otros sistemas alternativos al hop-up, como son el R-hop, G-hop y Flat-hop, y que ha provocado opiniones divergentes entre los jugadores. 
Las bolas normalmente son de 6 mm de diámetro, no obstante existen variedades de 8 mm para marcadoras especializadas. La calidad de las bolas es importante, ya que las malformadas pueden dañar partes internas de la marcadora de airsoft. Las bolas malformadas, sucias o de baja calidad con costuras, rebabas o pompas, también pueden ser mucho más imprecisas - incluso una pequeña deformidad desvía la bola de su trayectoria. Otro problema muy frecuente en el airsoft, es el atasco del cañón debido a bolas de baja calidad o biodegradables con demasiada antigüedad que han aumentado de tamaño por la humedad o bien que llegan a romperse provocando problemas muy graves en el mecanismo de disparo si se insiste en accionarlo.
Las bolas biodegradables tienen una media de vida de entre 6 y 12 meses según fabricante. Dichas BB se desintegran al contacto con el aire, evitando así la acumulación de bolas en las zonas de juego y el respeto del ambiente.
Las bolas de pintura también están disponibles para airsoft pero son impopulares debido a la incompatibilidad con los sistemas hop-up así como el daño que pueden causar cuando una bola de pintura estalla dentro de la marcadora.
Las bolas empleadas tienen una velocidad de salida variable, dependiendo de su masa, de los julios con que son disparadas y de la calidad de la compresión del sistema de disparo, con alcances efectivos (sobre un blanco de tamaño humano), entre los 30 metros a 80 metros.

### Lista de los proyectiles por masa
1. 0,12 g - Utilizado por todas las marcadoras de gama baja, como algunas pistolas de muelle (que pueden utilizar 0,20 g) y eléctricas mini. De alta velocidad y baja estabilidad.
2. 0,15 g - También utilizado por todas las de gama baja. Poco frecuentes
3. 0,20 g - Peso estándar para determinar la velocidad de salida de una marcadora. Son muy utilizadas en las AEG, sin embargo, los jugadores más experimentados utilizarán proyectiles con mayor masa, debido a la mayor precisión y mayor alcance.
4. 0,23 g - Proyectiles más pesados para AEG. Mezcla de velocidad de 0,20 g con el alcance y la precisión de 0,25 g. Se han convertido en uno de los más usados.
5. 0,25 g - Más habitual que los proyectiles de 0,23 g al ser ofertado por un mayor número de fabricantes. Al ser disparadas, mantienen mejor estabilidad que las clásicas 0,20 g, sin restar mucha velocidad. Están ganando mayor aceptación que las de 0,20 g.
6. 0,27 g - Poco frecuente. Se suele indicar que este tipo de bb mantiene una mejor precisión que las de 0,25 g. Una de las marcas que ofrece municiones con este peso es Bioval.
7. 0,28 g - Peso intermedio entre 0,25 y 0,30 g, consiguiendo mejor precisión que el primero y mayor alcance que el segundo. Especialmente indicado para fusiles de tirador selecto o francotirador de potencia media.
8. 0,29 g - Fabricado por Maruzen (Super Grandmaster BBs).
9. 0,30 g - Peso estándar para la mayoría de fusiles de francotirador. También es empleado por tiradores selectos.
10. 0,32 g - También estándar para fusiles de francotirador.
11. 0,33 g - Similar a la anterior en prestaciones.
12. 0,36 g - Proyectiles pesados para fusiles de francotirador. Lento, pero de una gran estabilidad.
13. 0,40 g - Destacan los fabricados por Madbull Airsoft para su uso entre francotiradores, aunque no son biodegradables.
14. 0,43 g - Son una de las municiones más pesadas empleadas en los campos de juego. Usadas entre francotiradores.
15. 0,45 g - Son una de las municiones más pesadas empleadas en los campos de juego, de reciente aparición. Usadas entre francotiradores.
16. 0,46 g - Municiones pesadas, de reciente aparición. Destinadas para fusiles de francotirador.
17. 0,49 g - Municiones pesadas, de reciente aparición. Destinadas para fusiles de francotirador.
18. 0,69 g - Es la munición más pesada, en versión biodegradable, de reciente aparición. Destinada para fusiles de francotirador con R-hop o similares.

### Relación entre velocidad y masa de proyectiles
Por lo general se recomienda que a mayor potencia de la marcadora de airsoft, se usen bbs más pesadas, debido a que a mayor velocidad, la munición ejerce más resistencia contra el viento:
1. Para velocidades inferiores a 250 fps: usar bbs de 0,12 g
2. Para velocidades entre 250 y 300 fps: usar bbs de 0,20 g
3. Para Velocidades entre 300 y 350 fps: usar bbs de 0,23 g
4. Para velocidades entre 350 y 380 fps: usar bbs de 0,25 g
5. Para velocidades entre 390 y 450 fps: usar bbs de 0,28 g
6. Para velocidades entre 450 y 500 fps: usar bbs de 0,30 g
7. Para velocidades entre 500 y 600 fps: usar bbs de 0,40 g

Es necesario agregar que cuando se usa BBs pesadas, se requiere colocar a la marcadora de airsoft una goma de hop-up más dura, para un adecuado giro de la munición, y evitar la caída a menor distancia.
Indicar que la normativa en España indica que el peso máximo permitido para las BBs es de 0,45g para las de 6mm de diámetro.

## Seguridad

Jugador de airsoft con equipo completo

La prioridad está en salvaguardar la integridad de nuestros ojos, los cuales son irreemplazables, seguido de dientes, cara, tobillos y codos.
- Protección ocular y facial. Se suelen usar máscaras (ya sean específicas para airsoft o también las usadas para paintball) y gafas de seguridad especiales. No está permitido usar gafas de rejilla, ya que las BBs se fragmentan y podrían causar daño visual. Además, gafas de rejilla de mala calidad pueden llegar a romperse tras el impacto constante de las bbs.

- Protección dental. Otro riesgo, importante, durante una partida de airsoft es el impacto de PNs en los labios o dientes, por lo que se suele utilizar una máscara de neopreno, de material plástico o de rejilla, que puede cubrir toda la cara (incómoda para algunos) o solamente nariz, mejillas y boca, dejando así la posibilidad de acercar la marcadora o LsD lo suficiente a la cara como para seguir apuntando. En algunos campos de airsoft es obligatoria la protección dental.

- Protección del cuerpo: En tercer lugar, este tipo de protección es aconsejable para evitar lesiones moderadas a leves; Botas de caña alta, chalecos mimetizados, cascos, rodilleras, coderas y guantes entre otras cosas. El chaleco táctico es utilizado principalmente porque dispone de compartimentos para guardar cosas que nos pueden ser de ayuda en la partida. Como:
  - Bolsillos para llevar la munición
  - Bolsillos para llevar los cargadores
  - Guantes: Se usan para evitar daños en las manos por parte de un proyectil o por parte de algún tipo de peligros que puedan ocurrir en el terreno de juego. Estos también aportan mayor agarre para la sujeción de las armas.
  - Compartimento para guardar la pistola o pistolera

- También hay que tener en cuenta la seguridad al limpiar tu equipo. Cuándo se trata de armas automáticas debemos cuidar para que esté apagada (sin batería) para que no haya riesgo de disparos accidentales.[6]
- Siempre se recomienda que los jugadores tengan un equipo de primeros auxilios para cortadas y torceduras. Es importante tomar en cuenta el sitio de juego y los riesgos que él conlleva. En algunas partidas, especialmente las más grandes, es ideal contar con la presencia de ambulancias, médicos o paramédicos.

## Accesorios y equipamiento adicional
Además de la marcadora como tal, para aumentar la eficacia de las mismas se suele agregar algunos accesorios como las miras telescópicas, bípode, silenciador, lanzagranadas, miras holográficas o con láser, entre otros. Además de estos accesorios también se suele jugar con equipamiento adicional como chalecos protectores, portacargadores, binoculares, espejos, linternas, mapas, celulares entre otros, los cuales aportan cierta ventaja en cuanto a comunicación, detección de jugadores enemigos, etc.
Uno de los accesorios muy útiles para las partidas nocturnas son los trazadores, un tipo de silenciador que permite que la bola salga fluorescente y veas él recorrido de esta, simulando las balas trazadoras de la vida real.
Como ya se indicó en párrafos anteriores, un accesorio que será tomado en cuenta más adelante, son unos chalecos y cascos con sensores electrónicos, los que al recibir el impacto de las municiones, emitirán una señal de que el jugador ha sido eliminado.